# Хосе Мануель Айра
Хосе Мануель Айра (ісп. José Manuel Aira; нар. 14 березня 1976, Понферрада) — іспанський футболіст, що грав на позиції захисника. По завершенні ігрової кар'єри — тренер. З 2020 року очолює тренерський штаб команди «Марбелья».

## Ігрова кар'єра
Народився 14 березня 1976 року в місті Понферрада. Вихованець юнацьких команд футбольних клубів «Фуентеснуевас» та «Понферрадіна».
1995 року уклав контракт з «Депортіво», в структурі якого протягом наступних чотирьох сезонів грав насамперед за другу команду у
Сегунді Б.
Провівши за цей час лише дві гри за головну команду «Депортіво», 1999 року погодився перейти на умовах оренди до друголігового «Тенерифе». Згодом також на орендних умовах по одному сезону відіграв за «Расінг» та «Спортінг» (Хіхон), також команди Сегунди.
Згодом протягом 2002—2006 років продовжував грати у другому іспанському дивізіоні, де захищав на умовах повноцінних контратів за «Полідепортіво» та «Расінг», а завершував кар'єру у 2006—2011 роках в Сегунді Б виступами за «Луго» та «Расінг» (Ферроль).

## Кар'єра тренера
Завершивши ігрову кар'єру, залишився у структурі «Расінга», де вже в листопаді 2011 року став головним тренером.
Влітку 2014 року перейшов на тренерський місток іншого представника Сегунди Б, команди «Реал Мурсія», а ще за два роки — до «Альбасете». 2017 року вивів останню команду до другого іспанського дивізіону. Її старт у Сегунді виявився провальним, і вже після семи турів, в яких команда здобула єдину перемогу при п'яти поразках, у жовтні 2017 тренера було звільнено.
2018 року встиг протягом двох місяців попрацювати у Хорватії з «Рудешом», а в травні—листопаді тренував команду французької Ліги 2 «Сошо».
Вже наприкінці того ж 2018 року повернувся на батьківщину, де продовжив роботу на рівні третього дивізіону, спочатку з командою «Культураль Леонеса», а з 2020 року — з «Марбельєю».